# Glory to the Brave (album)
Glory to the Brave is het eerste studioalbum van de Zweedse heavy- en powermetalband HammerFall uitgebracht in 1997.

## Geschiedenis
Hoewel de band al in 1993 was opgericht, had HammerFall vooral livemuziek en covers gespeeld vooraleer dit album tot stand kwam. Het nummer 'Steel Meets Steel' was reeds door Oscar Dronjak gecomponeerd voordat de band werd geformeerd. HammerFall tekende een contract met Dutch label Vic Records om het album te maken. Toen de cd voltooid was, stuurde Jesper Strömblad een exemplaar naar de Duitse platenmaatschappij Nuclear Blast, die bereid was de muziek uit te brengen. Kort daarop kocht Nuclear Blast alle rechten van de band op van Vic Records.
Alhoewel de gitarist van In Flames Jesper Strömblad op het album als drummer wordt vermeld, werden de drums eigenlijk bespeeld door Patrick Räfling, die kort na de verschijning van het album als fulltime bandlid toetrad.
De cover werd gemaakt door Andreas Marschall.

## Hitnoteringen[1]
Toen het album op 27 juni 1997 verscheen, werd het een groot succes en stond het op plaats 46 in de Oostenrijkse hitlijst en in Duitsland op plaats 38.

## Lijst van nummers
| Nr. | Titel                                                             | Schrijver(s)                                 | Duur |
| --- | ----------------------------------------------------------------- | -------------------------------------------- | ---- |
| 1.  | The Dragon Lies Bleeding                                          | Jesper Strömblad, Joacim Cans, Oscar Dronjak | 4:22 |
| 2.  | The Metal Age                                                     | Oscar Dronjak, Strömblad, Cans               | 4:28 |
| 3.  | HammerFall                                                        | Dronjak, Strömblad, Cans                     | 4:47 |
| 4.  | I Believe                                                         | Cans, Peter Stålfors                         | 4:53 |
| 5.  | Child of the Damned (Warlord-cover)                               | Tsamis, Zonder                               | 3:42 |
| 6.  | Steel Meets Steel                                                 | Dronjak                                      | 4:02 |
| 7.  | Stone Cold                                                        | Dronjak, Strömblad, Cans                     | 5:43 |
| 8.  | Unchained                                                         | Dronjak, Strömblad, Cans                     | 5:38 |
| 9.  | Glory to the Brave                                                | Dronjak, Strömblad, Cans                     | 7:20 |
| 10. | Ravenlord (cover van Stormwitch, bonustrack)                      | Harald Spangler                              | 3:31 |
| 11. | Multimedia part: Videoclip, Wallpaper & E-Card (Bonusluxe-editie) |                                              |      |

## Bezetting
| Naam             | Functie                        |
| ---------------- | ------------------------------ |
| Joacim Cans      | leadzanger, achtergrondzanger  |
| Oscar Dronjak    | gitarist, achtergrondzanger    |
| Fredrik Larsson  | basgitarist, achtergrondzanger |
| Glenn Ljunström  | gitarist                       |
| Jesper Strömblad | drummer                        |

## Bijdragende artiesten
| Naam              | Functie                                                             |
| ----------------- | ------------------------------------------------------------------- |
| Patrik Räfling    | drummer voor elk nummer                                             |
| Stefan Elmgren    | leadgitarist en akoestische gitarist voor het 4e nummer "I Believe" |
| Fredrik Nordström | piano, keyboard en achtergrondzanger                                |
| Niklas Isfält     | achtergrondzanger                                                   |
| Hans Björk        | achtergrondzanger                                                   |

## Single
- Glory to the Brave kwam uit op 20 oktober 1997.

## Heruitgave
Glory to the Brave werd heruitgebracht in 2002 in de vorm van een luxe-editie met het bonusnummer "Ravenlord" (een cover van Stormwitch) en tevens met een multimediasectie met als inhoud een videoclip, een bureaubladachtergrond en een e-card.